# Saison 2017-2018 du Gazélec Football Club Ajaccio
Dernière mise à jour : 19 décembre 2017.
Chronologie
Saison précédente Saison suivante
La saison 2017-2018 du GFC Ajaccio, club de football français, voit le club évoluer en Ligue 2.

## Effectif
Le tableau suivant liste l'effectif du Gazélec Ajaccio pour la saison 2017-2018.

## Compétitions

### Ligue 2

#### Résultats
| Journée    | Date       | Horaire | Domicile                      | Résultat | Extérieur                     | Buteurs du GFC Ajaccio       | Buteurs adverse                                       |
| ---------- | ---------- | ------- | ----------------------------- | -------- | ----------------------------- | ---------------------------- | ----------------------------------------------------- |
| Journée 1  | 28/07/17   | 20h00   | Valenciennes FC               | 1 - 1    | GFC Ajaccio                   | M'Changama                   | Guezoui                                               |
| Journée 2  | 04/08/17   | 20h00   | GFC Ajaccio                   | 0 - 0    | FC Lorient                    |                              |                                                       |
| Journée 3  | 11/08/17   | 20h00   | Stade brestois 29             | 0 - 0    | GFC Ajaccio                   |                              |                                                       |
| Journée 4  | 18/08/17   | 20h00   | GFC Ajaccio                   | 1 - 0    | Quevilly-Rouen Métropole      | Basque (csc)                 |                                                       |
| Journée 5  | 25/08/17   | 20h00   | FBBP 01                       | 2 - 0    | GFC Ajaccio                   |                              | Perradin · Nirlo                                      |
| Journée 6  | 08/09/17   | 20h00   | GFC Ajaccio                   | 0 - 1    | FC Sochaux-Montbéliard        |                              | Martin                                                |
| Journée 7  | 15/09/17   | 20h00   | GFC Ajaccio                   | 2 - 1    | Clermont Foot 63              | Diabaté                      | Pereira Lage                                          |
| Journée 8  | 19/09/17   | 21h00   | Stade de Reims                | 5 - 0    | GFC Ajaccio                   |                              | Chavarria · Chavalerin · Siebatcheu · Diego · Da Cruz |
| Journée 9  | 22/09/17   | 20h00   | GFC Ajaccio                   | 2 - 1    | La Berrichonne de Châteauroux | Court · Diabaté              | Sarr                                                  |
| Journée 10 | 29/09/17   | 20h00   | RC Lens                       | 2 - 0    | GFC Ajaccio                   |                              | Lopez · Marković                                      |
| Journée 11 | 13/10/17   | 20h00   | GFC Ajaccio                   | 2 - 1    | AS Nancy-Lorraine             | Bréchet · Kemen              | Robic                                                 |
| Journée 12 | 23/10/17   | 20h45   | AC Ajaccio                    | 2 - 0    | GFC Ajaccio                   |                              | Sainati · Laci                                        |
| Journée 13 | 27/10/17   | 20h00   | GFC Ajaccio                   | 0 - 0    | Paris FC                      |                              |                                                       |
| Journée 14 | 03/11/17   | 20h00   | AJ Auxerre                    | 0 - 1    | GFC Ajaccio                   | Mombris                      |                                                       |
| Journée 15 | 17/11/17   | 20h00   | GFC Ajaccio                   | 1 - 1    | Le Havre AC                   | Bréchet                      | Mateta                                                |
| Journée 16 | 24/11/17   | 20h00   | Tours FC                      | 1 - 2    | GFC Ajaccio                   | Gomis · Kemen                | Louvion                                               |
| Journée 17 | 28/11/17   | 21h00   | GFC Ajaccio                   | 0 - 2    | Chamois niortais FC           |                              | Lamkel Zé · Dona Ndoh                                 |
| Journée 18 | 12/12/17   | 19h00   | US Orléans                    | 2 - 0    | GFC Ajaccio                   |                              | Ben Othman · Poha                                     |
| Journée 19 | 23/01/2018 | 19h00   | GFC Ajaccio                   | 2 - 0    | Nîmes Olympique               | Mombris · Puel               |                                                       |
| Journée 20 | 13/01/18   | 15h00   | FC Lorient                    | 4 - 1    | GFC Ajaccio                   | Gomis                        | Hamel · Bouanga · Marveaux · Courtet                  |
| Journée 21 | 16/01/18   | 21h00   | GFC Ajaccio                   | 1 - 1    | Stade brestois 29             | Touré pén                    | Berthomier                                            |
| Journée 22 | 19/01/18   | 20h00   | Quevilly-Rouen Métropole      | 0 - 2    | GFC Ajaccio                   | Bahamboula · M'Changama      |                                                       |
| Journée 23 | 26/01/18   | 20h00   | GFC Ajaccio                   | 1 - 2    | FBBP 01                       | Gomis                        | Koubemba · Sarr                                       |
| Journée 24 | 02/02/18   | 20h00   | FC Sochaux-Montbéliard        | 4 - 1    | GFC Ajaccio                   | Marveaux                     | Touzghar · Méïté · Marveaux (csc)                     |
| Journée 25 | 09/02/18   | 20h00   | Clermont Foot 63              | 1 - 0    | GFC Ajaccio                   |                              | Dugimont                                              |
| Journée 26 | 16/02/18   | 20h00   | GFC Ajaccio                   | 1 - 2    | Stade de Reims                | Marveaux                     | Abdelhamid                                            |
| Journée 27 | 23/02/18   | 20h00   | La Berrichonne de Châteauroux | 4 - 1    | GFC Ajaccio                   | Jobello                      | Sarr · Alhadhur · Mandanne · Khadda                   |
| Journée 28 | 02/03/18   | 20h00   | GFC Ajaccio                   | 1 - 1    | RC Lens                       | Veselinović                  | Zoubir                                                |
| Journée 29 | 09/03/18   | 20h00   | AS Nancy-Lorraine             | 1 - 0    | GFC Ajaccio                   |                              | Koura                                                 |
| Journée 30 | 16/03/18   | 20h00   | GFC Ajaccio                   | 0 - 1    | AC Ajaccio                    |                              | Vialla                                                |
| Journée 31 | 30/03/18   | 20h00   | Paris FC                      | 0 - 0    | GFC Ajaccio                   |                              |                                                       |
| Journée 32 | 06/04/18   | 20h00   | GFC Ajaccio                   | 3 - 1    | AJ Auxerre                    | Touré (csc) · Armand · Gomis | Philippoteaux                                         |
| Journée 33 | 13/04/18   | 20h00   | Le Havre AC                   | 2 - 1    | GFC Ajaccio                   | Gory · Moukoudi              | Kemen                                                 |
| Journée 34 | 20/04/18   | 20h00   | GFC Ajaccio                   | 3 - 2    | Tours FC                      | Touré pén · Jobello          | Fantamady Diarra                                      |
| Journée 35 | 24/04/18   | 20h00   | Chamois niortais              | 4 - 1    | GFC Ajaccio                   | Armand                       | Dona Ndoh · Leautey · Lamkel Zé                       |
| Journée 36 | 27/04/18   | 20h00   | GFC Ajaccio                   | 1 - 0    | US Orléans                    | Armand                       |                                                       |
| Journée 37 | 04/05/18   | 20h45   | Nîmes Olympique               | 4 - 0    | GFC Ajaccio                   |                              | Alioui · Del Castillo · Bobichon                      |
| Journée 38 | 11/05/18   | 20h45   | GFC Ajaccio                   | 3 - 4    | Valenciennes FC               | Touré · Armand · Araujo      | Roudet · Mauricio · Privat · Robail                   |

#### Classement
| Rang | Équipe              | Pts | J  | G  | N  | P  | Bp | Bc | Diff | Promotion ou relégation |
| ---- | ------------------- | --- | -- | -- | -- | -- | -- | -- | ---- | ----------------------- |
| 14   | RC Lens             | 43  | 38 | 11 | 10 | 17 | 48 | 49 | −1   |                         |
| 15   | Chamois niortais FC | 42  | 38 | 11 | 9  | 18 | 47 | 60 | −13  |                         |
| 16   | GFC Ajaccio         | 41  | 38 | 11 | 8  | 19 | 35 | 60 | −25  |                         |
| 17   | AS Nancy-Lorraine R | 38  | 38 | 9  | 11 | 18 | 39 | 54 | −15  |                         |
| 18   | Bourg-en-Bresse 01  | 36  | 38 | 10 | 6  | 22 | 50 | 87 | −37  | Barrage de relégation   |

### Coupe de France

#### Résultats
| Tour          | Date     | Horaire | Domicile          | Résultat | Extérieur        | Buteurs du GFC Ajaccio      | Buteurs adverse |
| ------------- | -------- | ------- | ----------------- | -------- | ---------------- | --------------------------- | --------------- |
| 7e tour       | 12/11/17 | 14h00   | AS Cagnes-Le Cros | 1 - 4    | GFC Ajaccio      | Diabaté · Anziani · Jobello | Jeausseran      |
| 8e tour       | 09/12/17 | 15h00   | AS Gémenos        | 1 - 2    | GFC Ajaccio      | Kemen · Gomis               | Sidi Ali        |
| 32e de finale | 06/01/18 | 14h00   | GFC Ajaccio       | -        | Grenoble Foot 38 |                             |                 |

### Coupe de la Ligue

#### Résultats
| Tour     | Date     | Horaire | Domicile    | Résultat           | Extérieur            | Buteurs du GFC Ajaccio | Buteurs adverse |
| -------- | -------- | ------- | ----------- | ------------------ | -------------------- | ---------------------- | --------------- |
| 1er tour | 08/08/17 | 20h00   | GFC Ajaccio | 0 - 0 6 - 5 t.a.b. | US Créteil-Lusitanos |                        |                 |
| 2e tour  | 22/08/17 | 20h00   | GFC Ajaccio | 0 - 0 3 - 4 t.a.b. | Red Star FC          |                        |                 |